# Far Rockaway
Far Rockaway är ett område på Rockawayhalvön i New York stadsdelen Queens i USA. Det är den östligaste delen av Rockaway. Området börjar vid Nassau County linjen och sträcker sig västerut till stranden 32nd Street. Området är en del av Queens Community Board 14.